# Берошвілі Володимир Ліванович
Володимир Ліванович Берошвілі (1906–1943) — молодший лейтенант Робітничо-селянської Червоної Армії, учасник німецько-радянської війни, Герой Радянського Союзу (1943).

## Біографія
Володимир Берошвілі народився 1906 року в селі Карданахі (нині Ґурджаанського району Грузії) у селянській родині. Після закінчення індустріального робітфаку працював завідуючим складом. У 1928 — 1934 роках проходив службу в Робітничо-селянській Червоній Армії. У 1932 році вступив до ВКП(б). У 1941 році був повторно призваний в армію, в тому ж році закінчив військове піхотне училище в Сухумі. З 1942 р. — на фронтах німецько-радянської війн. До вересня 1943 року гвардії молодший лейтенант Володимир Берошвілі командував взводом 205-го гвардійського стрілецького полку 70-ї гвардійської стрілецької дивізії 13-ї армії Центрального фронту. Відзначився під час битви за Дніпро.
У ніч з 20 на 21 вересня 1943 року взвод Берошвілі оперативно і не зазнавши втрат, переправився через Дніпро в районі села Домантове Чорнобильського району Київської області та захопив плацдарм на його західному березі. 23 вересня 1943 року взвод відбив 11 ворожих контратак. Згодом протягом шести днів взвод Берошвілі продовжив відбивати численні німецькі контратаки, забезпечивши утримання плацдарму і завдавши противнику велику шкоду. Загинув у бою 4 жовтня 1943 року. Похований у селі Купувате Чорнобильського району.
Указом Президії Верховної Ради СРСР від 16 жовтня 1943 року гвардії молодший лейтенант Володимир Берошвілі посмертно був удостоєний високого звання Героя Радянського Союзу. Був також нагороджений орденом Великої Вітчизняної війни 2-го ступеня.

## Пам'ять
На честь Володимира Берошвілі за радянських часів називалася школа та піонерська дружина села Карданахі, а в парку міста Чорнобиль було встановлено меморіальну дошку.